# إدواردو لانشيني
إدواردو لانشيني (بالإيطالية: Edoardo Lancini) (10 أبريل 1994 في إيطاليا - ) هو لاعب كرة قدم إيطالي في مركز الدفاع. لعب مع نادي بريشيا.

## روابط خارجية
- إدواردو لانشيني على موقع قاعدة بيانات كرة القدم.إي يو (الإنجليزية)
- إدواردو لانشيني على موقع Soccerway.com (الإنجليزية)